# Maurice Ballerstedt
Maurice Ballerstedt (Berlim, 16 de janeiro de 2001) é um desportista alemão que compete em ciclismo na modalidade de rota. Ganhou uma medalha de ouro no Campeonato Europeu de Ciclismo em Estrada de 2022, na prova de contrarrelógio por relevos mistos sub-23.

## Medalheiro internacional
| Campeonato Europeu | Campeonato Europeu | Campeonato Europeu | Campeonato Europeu                       |
| Ano                | Lugar              | Medalha            | Competição                               |
| ------------------ | ------------------ | ------------------ | ---------------------------------------- |
| 2022               | Anadia ( Portugal) | Medalha de ouro    | Contrarrelógio por relevos mistos sub-23 |

## Palmarés
- 2021
  - Tour do Pays de Montbéliard, mais 1 etapa

## Referes
1. ↑  «Maurice Ballerstedt». procyclingstats.com (em inglês)
2. ↑  «Maurice Ballerstedt». the-sports.org (em inglês)